# 曹長石
曹長石（そうちょうせき、albite、アルバイト）は、鉱物（ケイ酸塩鉱物）の一種。長石グループの鉱物で、ナトリウムに富む斜長石。
化学組成は NaAlSi3O8 で、アノーサイト（灰長石）（CaAl2Si2O8）と固溶体をつくる。古くはアノーサイトのモル分率により0-10%を曹長石，10-30%を灰曹長石（oligoclase），30-50%を 中性長石（andesine） ，50-70%を 曹灰長石（labradorite），70-90%を亜灰長石（bytownite），90-100%を灰長石と分類したが，現在では50％を境にして曹長石と灰長石のどちらかに分類するようになり、それ以外は正式な鉱物名としては扱われない。
火成岩や変成岩に普通に含まれる造岩鉱物。